# Voces de mayo
Voces de mayo fue un grupo folclórico uruguayo creado en la ciudad de San José de Mayo cuya actividad se desarrolló en la década de 1960.

## Historia
Fue fundado el 25 de diciembre de 1962 por cinco amigos que habían compartido estudios en el Colegio y Liceo Sagrada Familia de San José de Mayo. La elección del nombre se da en honor a la ciudad natal de sus integrantes.
Originalmente el grupo estuvo conformado por Danilo Perroni, Oscar Diana, Emilio Eduardo Núñez, Luis Adolfo Diana y Diego Crosa, y contó con la dirección musical del Hermano José Luis Vinelli, el cual había sido su docente en épocas estudiantiles. En años siguientes Diego Crosa abandonaría el grupo y se incorporaría a la formación Juan Stocco.
En su repertorio tienen un papel predominante temas musicales de autores uruguayos como Osiris Rodríguez Castillos y Aníbal Sampayo.

## Discografía
- Llegó navidad (EP. Sondor 3160)
- Voces de mayo (RCA Victor Vik ULZ 1001)
- Poncho viejo (Sondor 33.105)